# Saint-Pair
Saint-Pair ist eine französische Gemeinde mit 245 Einwohnern (Stand: 1. Januar 2022) im Département Calvados in der Region Normandie; sie gehört zum Arrondissement Caen und zum Kanton Troarn.

## Geographie
Saint-Pair liegt etwa zwölf Kilometer östlich von Caen. Umgeben wird Saint-Pair von den Nachbargemeinden Troarn im Norden, Janville im Osten, Vimont im Süden sowie Banneville-la-Campagne im Nordwesten.

## Bevölkerungsentwicklung
| Jahr      | 1962 | 1968 | 1975 | 1982 | 1990 | 1999 | 2006 | 2013 |
| Einwohner | 113  | 86   | 129  | 148  | 156  | 200  | 237  | 218  |

Quelle: INSEE

## Sehenswürdigkeiten
- Kirche Saint-Paterne, 1958 wieder errichtet